# Jevgēņijs Saproņenko
Jevgēņijs Saproņenko (* 11. November 1978 in Riga) ist ein ehemaliger lettischer Kunstturner.

## Biografie
Jevgēņijs Saproņenko gewann bei den Turn-Weltmeisterschaften 1999 und 2001 jeweils im Sprung die Silbermedaille. Auch bei den Europameisterschaften 2004 in Ljubljana sowie bei den Olympischen Sommerspielen 2004 in Athen konnte er erneut die Silbermedaille im Sprung sich sichern. Ein Jahr später wurde er bei den Europameisterschaften in Debrecen Europameister im Sprung.
Seit Ende Oktober 2019 ist Saproņenko Präsident des Lettischen Turnverbandes.